# Lachine
Lachine – jedna z dziewiętnastu dzielnic Montrealu. Została utworzona w 2002 roku poprzez włączenie do Montrealu miasta Lachine.
Liczba mieszkańców Lachine wynosi 41 391. Język francuski jest językiem ojczystym dla 60,4%, angielski dla 21,8% mieszkańców (2006).